# Зілім (парк)
«Зілі́м», повна офіційна назва ландша́фтний приро́дний парк «Зілі́м» (башк. «Еҙем» ландшафтлы тәбиғи паркы; рос. Ландшафтный природный парк «Зилим») — ландшафтний природний парк в Башкортостані (Росія). Заснований 16 квітня 2005 року. Загальна площа охоронюваної території становить 38 100 га. Парк створений задля охорони унікальних природних комплексів, рідкісних видів рослин і тварин, а також з метою організації туризму навколо цікавих ландшафтних об'єктів. Парк названий на честь річки Зілім — головної водної артерії на його теренах.
В межах природоохоронної установи знаходяться 68 печер, включно з такими визначними пам'ятками природи як Кіндерлінська і Жовтнева печери. Флора природного парку «Зілім» налічує близько 500 видів судинних рослин, серед яких 20 видів є реліктами, 13 — ендеміками, 22 занесені до Червоної книги Башкортостану, 3 — до Червоної книги Росії. За неповними даними, у фауні парку присутні щонайменше 15 видів ссавців, питоме місце посідають птахи, яких тут налічують 81 вид, включно з 14 видами, занесеними до Червоної книги Росії, і 4 видами, включеними до Червоного списку Міжнародного союзу охорони природи. Річки «Зіліма» багаті на цінні види риб.
Парк входить в зону традиційного бортництва — зникаючої галузі бджільництва, притаманній башкирській культурі. Терени природного парку мало змінені людською діяльністю, вирізняються мальовничістю, тому становлять велику наукову, природоохоронну, естетичну і рекреаційну цінність.

## Клімат
Природний парк «Зілім» знаходиться в континентальній кліматичній зоні помірного поясу. Клімат на його території загалом не відрізняється від клімату Південного Уралу. Цьому регіону притаманна холодна, тривала і багатосніжна зима, пізня весна, доволі спекотне літо і дощова осінь. В найхолоднішому місяці року, січні, екстремальні температури можуть опускатися нижче –40 °C, в найтеплішому місяці, липні, незначно перевищують позначку +30 °C. Основна частина атмосферних опадів надходить у вигляді снігу, істотну частку також грають дощі. Танення снігу впливає на водний режим місцевих річок, які бувають найбільш повноводними навесні.

## Географія та гідрологія

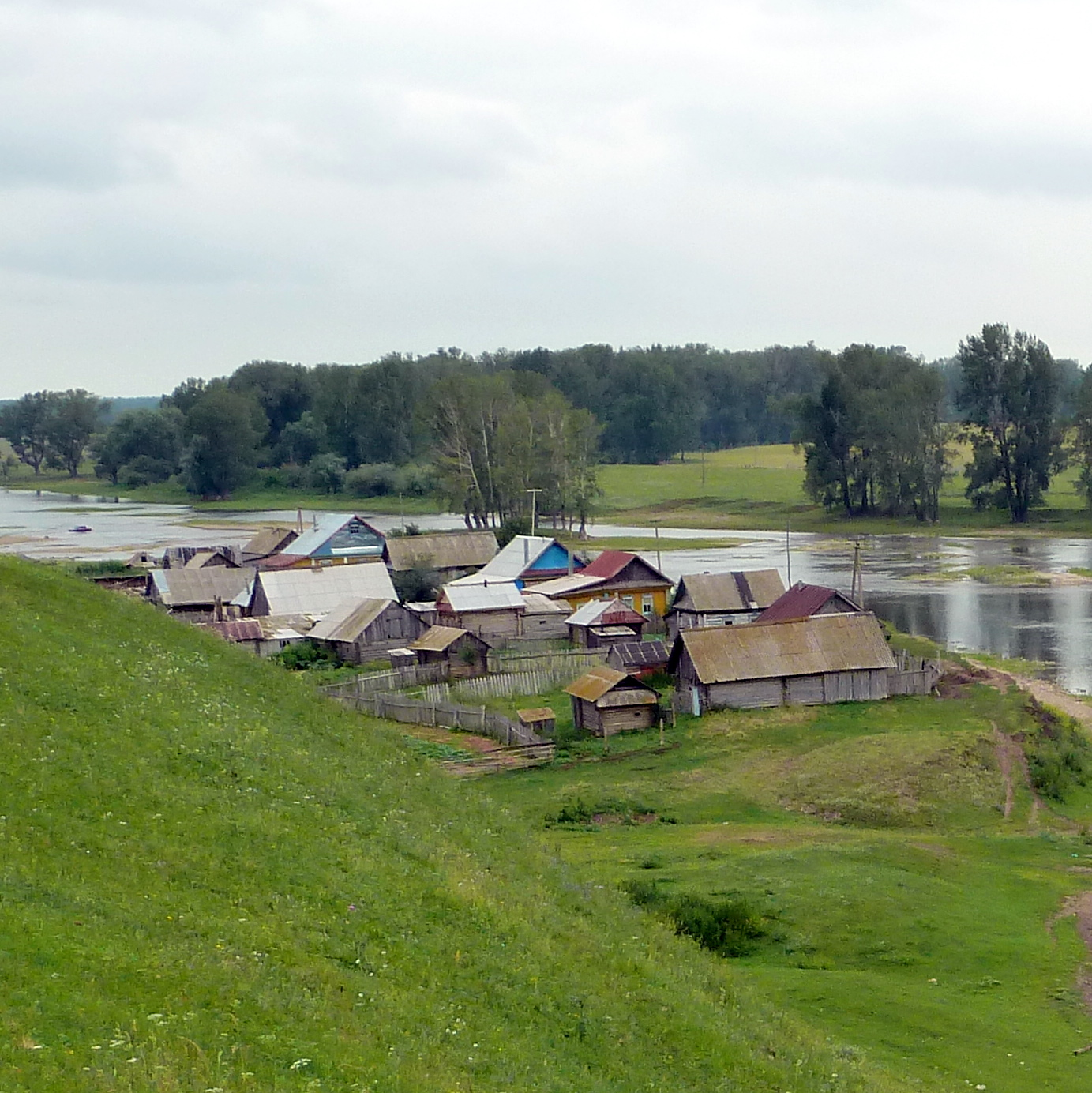
Краєвид присілка Імендяшево в околицях парку.

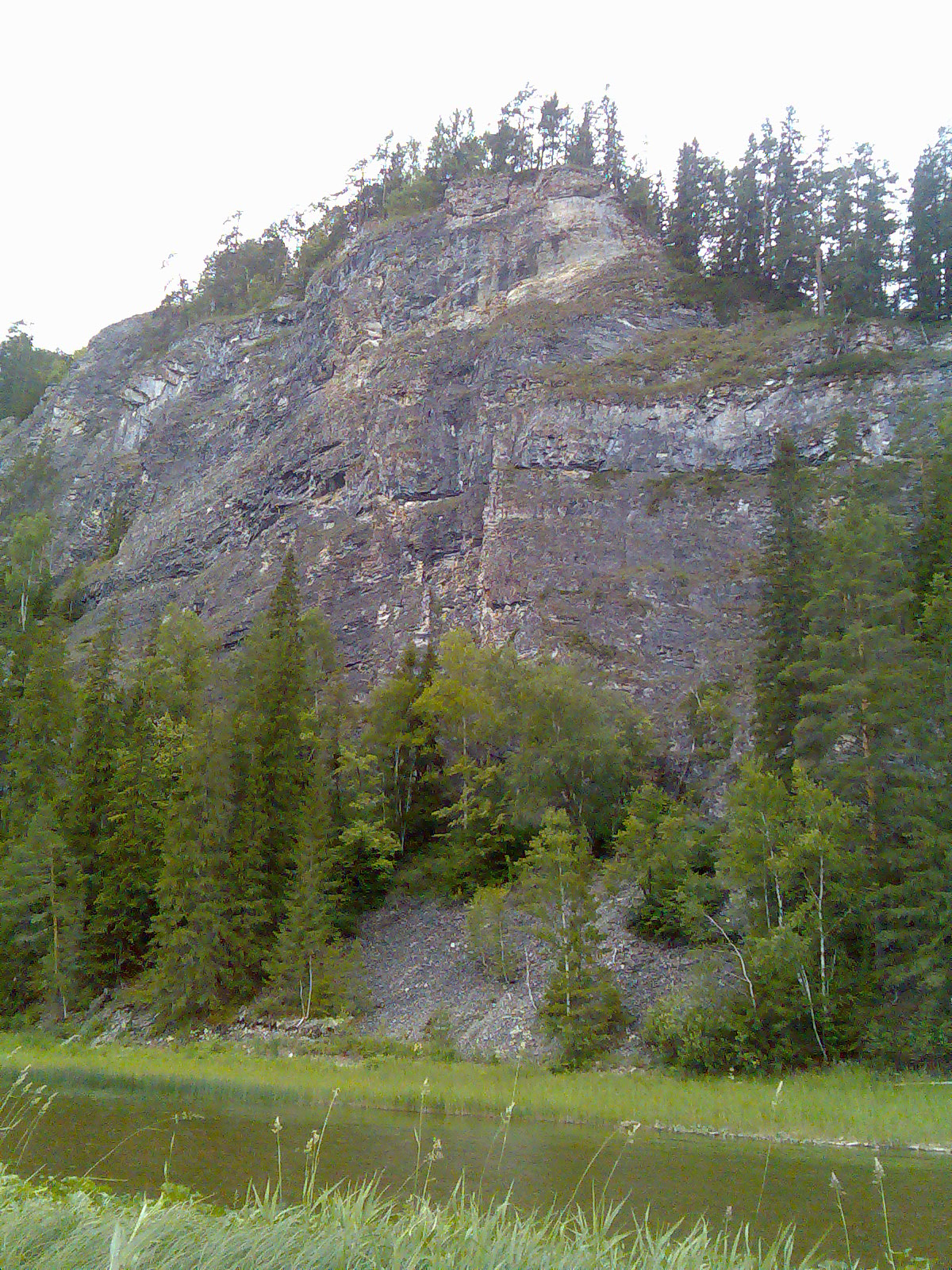
Гора Мембет.

Ландшафтний природний парк «Зілім» розташований в центрі Республіки Башкортостан і лежить цілком в межах Гафурійського району. Його територія має обриси зворотньо оберненої літери «г»: північна частина парку витягнута у напрямку із заходу на схід, а центральна і південна мають мерідіональний напрямок, тобто зорієнтовані з півночі на південь. Північно-західний кордон охоронюваної території проходить через східну околицю присілка Таш-Асти за 28 км від районного центру — села Красноусольський. Східний кордон парку збігається з ділянкою адміністративного кордону, що відділяє Гафурійський район від Бєлорєцького. Південний і західний кордони природоохоронної установи пролягають через малонаселені місцевості. Крім присілка Таш-Асти біля кордонів парку знаходяться такі села як Зірікли, Імендяшево, Новотаїшево, Суїр-Аїсово, Толпарово (в останньому розташоване управління парку). Адміністративно терени парку підпорядковані керівництву Гафурійського лісгоспу, оскільки охоплюють його Зілімське і Ташлимське лісництва. Найближче до кордонів «Зіліма» місто — Стерлітамак.
З точки зору фізичної географії терени парку лежать в західній частині Південного Уралу і витягнуті уздовж річища Зіліма — головної водної артерії в його межах та однієї з найбільших приток Білої. Вони направлені згідно вигинів, які робить течія цієї річки. Загальна протяжність території ландшафтного природного парку сягає 132 км. Вона охоплює рівномірно лівобережну і правобережну частини річкової долини Зіліма. На момент заснування парку його площа дорівнювала 38 080,3 га, після уточнення кордонів її заокруглили до сучасних 38 100 га. Таким чином, за розмірами природний парк «Зілім» є найбільшою природоохоронною установою Гафурійського району.
Гідрографічна мережа в районі парку густа, однак її формують переважно малі річки і численні гірські струмки. Практично всі вони впадають у Зілім або його притоки, отже вся територія парку належить до басейну Зіліма. З приток цієї річки цілком в межах парку знаходяться Кіндерля, Кузгеняк, Малий Толпар тощо. Водотоки парку типово гірські: мають відносно незначну глибину, швидку течію, утворюють перекати і пороги. Їхні води холодні, прозорі та багаті на кисень, що створює сприятливе середовище для цінних видів риб. Річкові долини в кордонах парку глибокі, вузькі, стиснуті високими скелястими берегами. В багатьох місцях вони утворюють мальовничі ущелини. Скелі на берегах нерідко зливаються в осяжні гірські масиви, з яких найбільш відомий масив Бастіон заввишки 100 м, розташований на схилі гори Мембет на правому березі Зіліма, та мальовничі скелі гори Кузгенак, яка височіє за 12 км від Толпарово.

## Геологія
Гірські масиви природного парку «Зілім» сформувались переважно у верхньому девоні. В наступні геологічні епохи вони зазнали ерозії, внаслідок чого вершини гір стерлись, стали плоскими, а рельєф загалом набув вигляду низькогір'я. Гори парку складені здебільшого товстошаруватими вапняками, приналежними до фаменського ярусу. Оскільки карбонатні породи нестійкі до розмивання, то в цій місцевості виникли ідеальні умови для розвитку карсту. Як і в інших місцинах Південного Уралу карстові процеси пришвидшили повільну геологічну ерозію, що вилилось у появі, перш за все, численних підземних порожнин, понорів, карстових озер тощо.

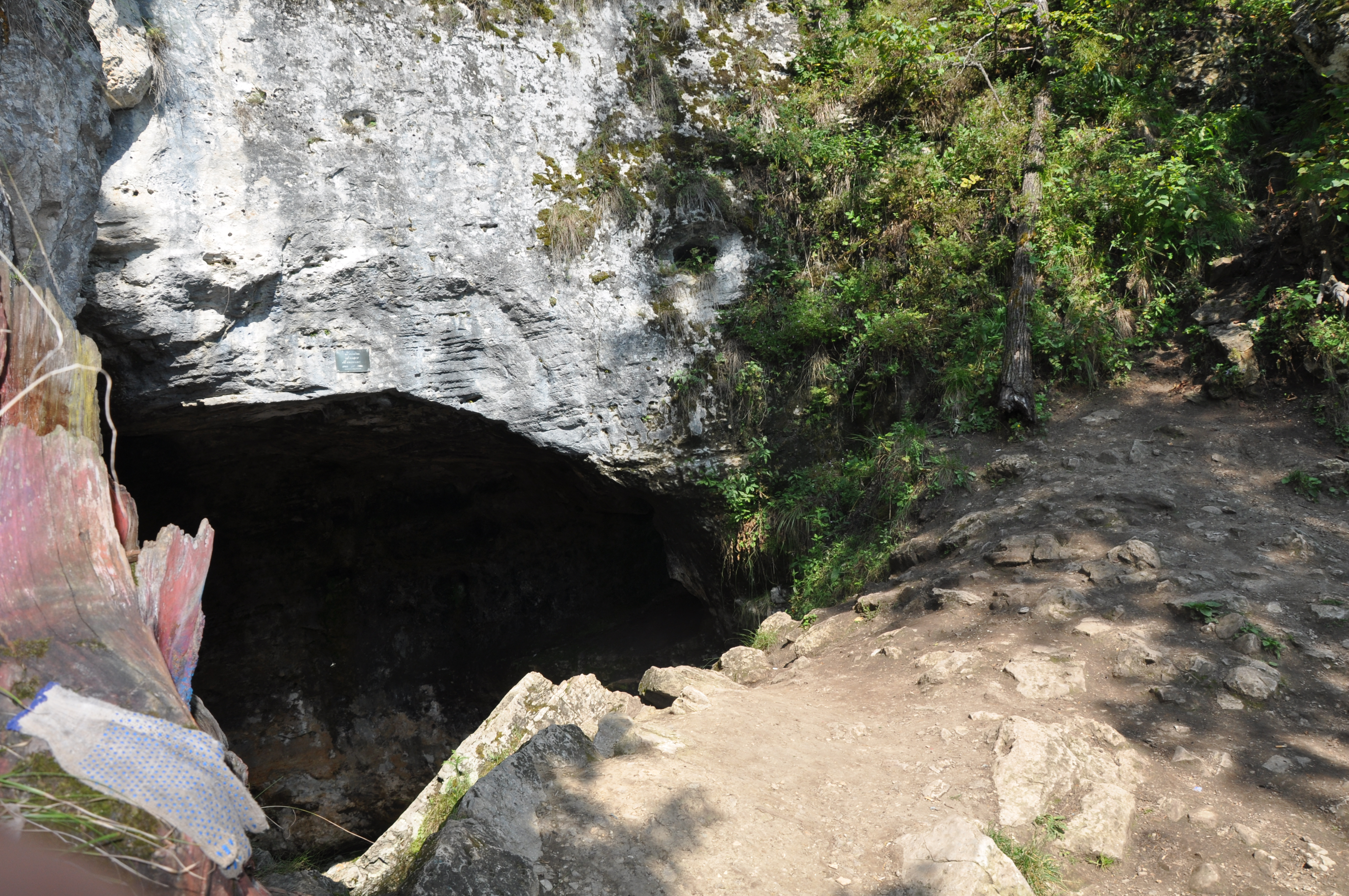
Вхід до Кіндерлінської печери.

На теренах парку відомо 68 печер, багато з яких мають значну глибину, протяжність і складну конфігурацію. Найвідоміша спелеосистема ландшафтного природного парку — Кіндерлінські печери, що розташовані на правобережжі річки Кіндерлі. Ця спелеосистема включає три окремі печери, з'єднані між собою підземними ходами: Кіндерлінську, Жовтневу і печеру Ледньова. Кіндерлінська печера, загальна довжина розвіданих ходів якої наразі сягає 9113 м, за протяжністю є третьою печерою Башкортостану. Жовтнева печера визнана однією з найглибших у республіці (98 м). Всі печери Кіндерлінської системи багаті на мінеральні натічні утворення: сталактити, сталагміти, печерні перли тощо.
Крім печер у парку виявлено ще 25 геологічних об'єктів, цікавих в науковому відношенні. Серед них, наприклад, еталонні стратотипові розрізи верхнього докембрійського періоду (за застарілою класифікацією датовані рифеєм).

## Флора
Флора природного парку «Зілім» налічує близько 500 видів судинних рослин, серед яких 20 видів є реліктами, 13 — ендеміками, 22 занесені до Червоної книги Башкортостану, 3 — до Червоної книги Росії.
Лісистість теренів парку складає 90 %, однак попри таку ландшафтну однорідність його рослинність різноманітна. Серед лісів «Зіліма» переважають широколистяні та мішані масиви, невеликі площі зайняті темнохвойними деревостанами з домінуванням ялини і ялиці (зрідка трапляється сосна). На місцях колишніх вирубок утворились вторинні дрібнолистяні ліси. У долинах річок розвинута прибережна рослинність, представлена такими типами фітоценозів як вільшано-черемхова та в'язово-черемхова урема, прибережні трав'яні зарості, галечникові рослинні угруповання. Невеликі ділянки на вершинах схилів зайняті остепненими луками, а оголені скелі утворили специфічне середовище для каменелюбних рослин. Деревні масиви парку, в яких основною листяною породою виступає липа дрібнолиста з домішкою дуба і клена, важливі як оселище для тварин і медоносна база для диких бджіл, що збирають так званий башкирський мед. Втім, у лісах відносно мало рідкісних видів, наприклад, з червонокнижних рослин до них приурочені тільки зозулині черевички справжні та великоцвіті.
Натомість, менші за площею рослинні угруповання багаті на флористичні цікавинки. Наприклад, на галявинах і узліссях зростають рідкісні Lathyrus litvinovii і тоя гайова; на остепнених луках поширені реліктові дзвоники кропиволисті, костриця найвища, ялівець козацький і червонокнижні ковила пірчаста, Koeleria sclerophylla. Однак найбільш різноманітні раритети на кам'янистих ділянках, де знайдені популяції Astragalus clerceanus, Dianthus acicularis, часника скісного, шиверекії північної. До тінистих западин між камінням і околиць печер тяжіє рідкісна папороть селезінник зелений. Особливої уваги заслуговують два ендемічних види: пижмо Tanacetum uralense, приурочене до лук, і сонянка Helianthemum baschkirorum, яка уподобала скелі.
Охоронювані рослини природного парку «Зілім»

## Фауна
Фауна природного парку «Зілім» всебічно не досліджена, на його території вивчали тільки окремі групи тварин, як от ссавців, птахів і риб. Втім, навіть за результатами фрагментарних спостережень можна сказати, що його тваринний світ різноманітний. За неповними даними, у фауні парку присутні щонайменше 15 видів ссавців, лише гніздових пернатих тут описано 81 вид. Загалом у парку знайдено 15 червонокнижних видів тварин, з них 14 представників орнітофауни занесені до Червоної книги Росії, а 4 види включені ще й до Червоного списку Міжнародного союзу охорони природи. З ссавців парку в цьому списку фігурує лише жолудниця європейська, крім того, в межах охоронної зони відмічали рідкісного кажана — нічницю ставкову.

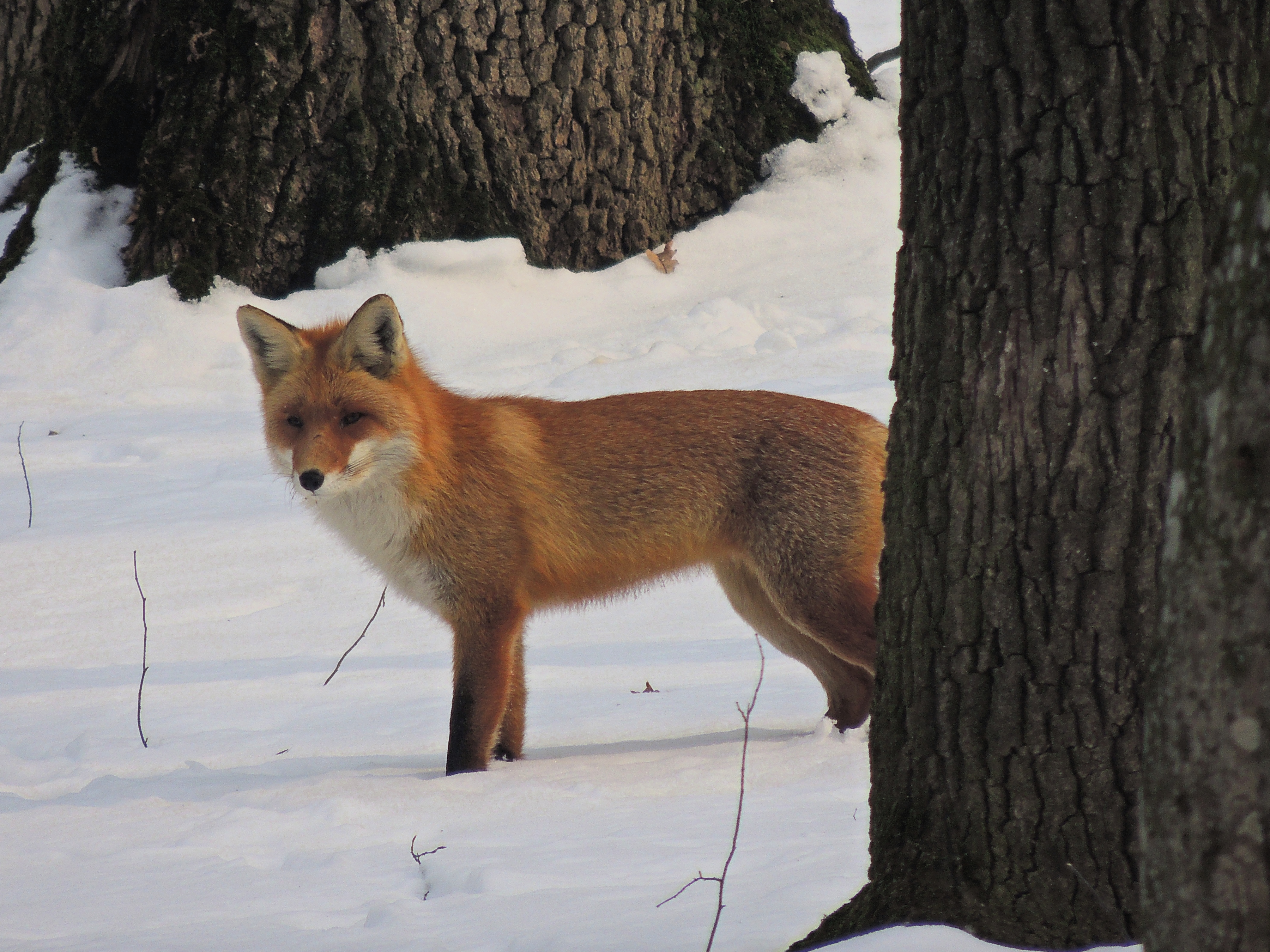
Лисиця звичайна.

Звичайними видами гризунів у природному парку «Зілім» можна вважати вивірку і зайця сірого, хоча останній і нечисельний через малу площу підхожих для нього біотопів. Також на річках охоронної зони селяться бобри. З хижих тварин у лісах парку існують сталі популяції куниці лісової, тхора лісового, лисиці, рисі. Нерідко на полювання сюди заходять вовки. Густа річкова мережа приваблює до парку видр і візонів. Якщо видра є автохтонним мешканцем Башкортостану, то річковий візон був акліматизований і негативно вплинув на місцеву фауну, зокрема, витіснив аборигенну європейську норку. З копитних тварин у ландшафтному парку «Зілім» поширені лосі, дикі свині, сарни.
З рідкісних птахів у лісах гніздуються лелека чорний і підорлик великий. Обидва види шукають поживу на відкритих місцинах. Натомість лісовий мешканець пугач ніколи не покидає уподобаної ним хащі. Вільні простори до вподоби змієїду, орлу-могильнику, сапсану, скопі. Перший два види полюють над степовими схилами, сапсан гніздується на урвистих прибережних скелях, скопа також приурочена до водойм, де ловить рибу. Рідше трапляється найбільший з пернатих хижаків — беркут. Біля річок помічені два види рідкісних куликів: кульон великий і кулик-сорока. Перший вид ховається у заростях прибережних трав, другий шукає поживу на галечникових мілинах. У трав'яних прибережних заростях мешкають також взяті під охорону бугай, деркач і журавель сірий. Найдрібніший з охоронюваних птахів, сорокопуд сірий, є типовим мешканцем чагарників і відкритих місцин.
Річки «Зіліма» багаті на цінних риб. Іхтіофауні парку притаманні, перш за все, стенотопні види, чий ареал обмежений холодними гірськими річками з водами, багатими на кисень. З таких найбільше потребують охорони уразливі в Башкортостані бабець європейський, бистрянка російська, харіус європейський, таймень.
Рідкісні птахи природного парку «Зілім»

## Туризм

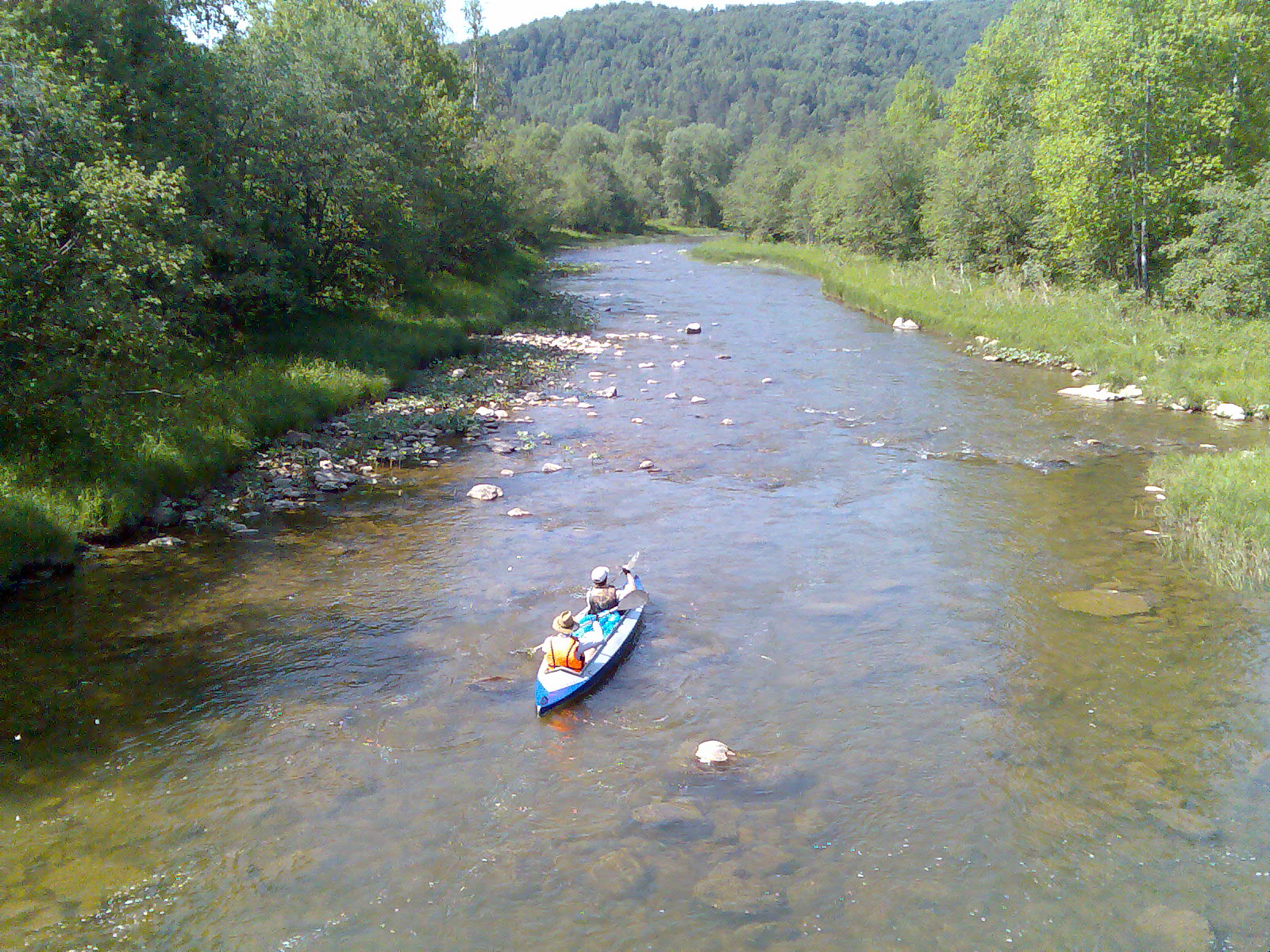
Туристи сплавляються Зілімом на байдарці.

Терени ландшафтного природного парку «Зілім» розташовані у регіоні з невисокою густиною населення. З одного боку, це сприяло всебічній збереженності його екосистем, з іншого, незаймана природа привалювала неорганізованих туристів. Найбільше негативний вплив їхньої присутності відчувався у печерах, які на відміну від біологічних систем не здатні відновлюватись. Зокрема, на кінець XX століття у Кіндерлінській печері вандалами було зрізано мінеральні оздоби у залах біля входу, вона та інші печери зілімських урвищ потерпали від забруднення. Щоб запобігти деградації унікальних геологічних об'єктів, 2005 року створили ландшафтний природний парк.
Охоронний режим на теренах «Зіліма» м'який і не передбачає суттєвих обмежень на відвідування, але він дозволяє контролювати туристів. Станом на 2020 рік в парку все ж переважають саморганізовані туристи. «Зілім» відвідують як піші групи, так і водні, серед останніх популярний сплав на байдарках, оскільки з води відкриваються найбільш видовищні гірські краєвиди. На горі Мембет для гостей парку облаштований оглядовий майданчик. Крім того, в околицях присілків Толпарово і Зірікли знаходяться Толпаровські ялинники — ботанічна пам'ятка природи, де охороняють реліктові масиви темнохвойних лісів.